# Rhys (Adelsgeschlecht)

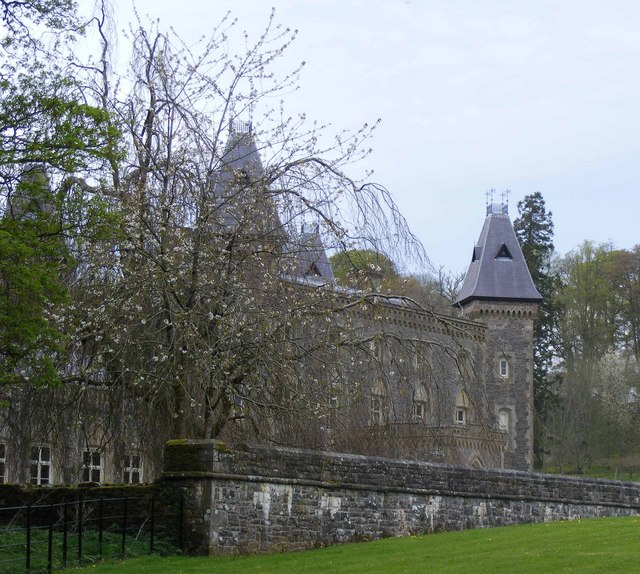
Newton House in Carmarthenshire, bis 1974 Sitz der Familie Rhys

Rhys oder Rice ist der Name einer anglo-walisischen Adelsfamilie.
Als Gründer der Familie gilt Gruffudd ap Nicolas, der während der Regierungszeit von König Heinrich VI. zum mächtigsten Beamten in Südwales wurde und den Familiensitz Newton House bei Llandeilo in Carmarthenshire erwarb. Seinem Enkel Rhys ap Thomas gelang es, als entscheidender Unterstützer von König Heinrich VII. in der Schlacht von Bosworth erneut zum mächtigsten Beamten von Südwales zu werden. Obwohl er in den Hosenbandorden aufgenommen wurde, gelang es ihm nicht, eine englische Peerwürde zu erlangen, und nach dem vorzeitigen Tod seines Sohnes Gruffydd gelang es ihm ebenfalls nicht, seine Macht und seinen Einfluss auf seinen Enkel Rhys ap Gruffydd FitzUrien zu übertragen. Dieser wurde 1531 unter König Heinrich VIII. als Verräter enthauptet und der Großteil seiner Güter wurde von der Krone eingezogen. Rhys Sohn Gruffydd ab Rhys anglisierte seinen Namen zu Griffith Rice. Ihm gelang es, unter Königin Maria einen Teil der Güter seines Vaters zurückzuerlangen. Sein Nachfahre Henry Rice erhielt von König Karl I. alle ehemaligen Güter der Familie zurück, die sich noch in königlichen Besitz befunden hatten. Im 17. und 18. Jahrhundert gehörte die Familie Rice zu den führenden Familien der Gentry in Carmarthenshire und stellte mehrere Abgeordnete des House of Commons. 1756 heiratete George Rice Cecil Talbot, die einzige Tochter von William Talbot, 1. Earl Talbot. Dessen noch kurz vor seinem Tod geschaffener Titel Baron Dynevor ging auf seine Tochter und nach ihrem Tod auf deren männliche Nachfahren über. Cecil Talbot nahm nach dem Tod ihrer Mutter den Namen de Cardonell an, doch ihr Sohn George de Cardonell, 3. Baron Dynevor änderte 1817 wieder den Familiennamen in Rice.
Durch Heirat und Erbschaften hatte sich der Grundbesitz der Familie bis 1883 auf über 43 km² vergrößert, der vornehmlich in Carmarthenshire und Glamorgan lag. Dazu war die Familie an der Schwerindustrie in Südwales beteiligt, seitdem Griffith Rice um 1700 durch Heirat einen Anteil an Neath Abbey erworben hatte. 1916 änderte der 7. Baron die Schreibweise des Familiennamens in Rhys. Der Niedergang der Schwerindustrie sowie hohe Erbschaftssteuern nach dem Tod des 7. Barons 1956 und des 8. Barons 1962 zwangen den 9. Baron, einen Großteil seines Grundbesitzes und 1974 auch den Familiensitz Newton House zu verkaufen.

## Stammliste (Auszug)
1. Gruffudd ap Nicolas (um 1400–nach 1456)
  1. Thomas ap Gruffudd († um 1474)
    1. Rhys ap Thomas (1448/49–1525)
      1. Gruffydd ap Rhys (um 1478–1521)
        1. Rhys ap Gruffydd (um 1508–1531)
          1. Griffith Rice (1526/30–1584)
            1. Walter Rice (um 1560/62–nach 1635)
              1. Henry Rice (um 1590–um 1651)
              2. Walter Rice († um 1680)
                1. Griffith Rice  (um 1664–1729)
                  1. Edward Rice (1694–1727)
                    1. George Rice (1724–1779)
                      1. George Rice, 3. Baron Dynevor (1765–1852)
                        1. George Rice-Trevor, 4. Baron Dynevor (1795–1869)

                      2. Edward Rice (1779–1862)
                        1. Francis Rice, 5. Baron Dynevor (1804–1878)
                          1. Arthur de Cardonnel Rice, 6. Baron Dynevor (1836–1911)
                            1. Walter Rhys, 7. Baron Dynevor (1873–1956)
                              1. Charles Rhys, 8. Baron Dynevor (1899–1962)
                                1. Richard Rhys, 9. Baron Dynevor (1935–2008)
                                  1. Hugo Rhys, 10. Baron Dynevor (* 1966)